# Liste der Kulturgüter in Erstfeld
Die Liste der Kulturgüter in Erstfeld enthält alle Objekte in der Gemeinde Erstfeld im Kanton Uri, die gemäss der Haager Konvention zum Schutz von Kulturgut bei bewaffneten Konflikten, dem Bundesgesetz vom 20. Juni 2014 über den Schutz der Kulturgüter bei bewaffneten Konflikten sowie der Verordnung vom 29. Oktober 2014 über den Schutz der Kulturgüter bei bewaffneten Konflikten unter Schutz stehen.
Objekte der Kategorien A und B sind vollständig in der Liste enthalten, Objekte der Kategorie C fehlen zurzeit (Stand: 1. Januar 2023).

## Kulturgüter
| Foto | | Objekt                                                                   | Kat. | Typ | Standort                           | Beschreibung |
| ---- | --- | ------------------------------------------------------------------------ | ---- | --- | ---------------------------------- | ------------ |
| ja   | Datei hochladen · Wikidata zu Wallfahrtskapelle Jagdmatt (Q29527551)                                 | Wallfahrtskapelle Jagdmatt KGS-Nr.: 05830                                | A    | G   | Kapellweg 21.3 692267 / 185867     |              |
| BW   | Datei hochladen · Wikidata zu Stallscheune Hinterwiler (Q29527548)                                   | Stallscheune Hinterwiler KGS-Nr.: 10309                                  | A    | G   | Wilerstrasse 79.2 693213 / 184018  |              |
| ja   | Datei hochladen · Wikidata zu Wohnhaus (Q29527554)                                                   | Wohnhaus KGS-Nr.: 10310                                                  | A    | G   | Talweg 14 691929 / 186108          |              |
| ja   | Datei hochladen · Wikidata zu Bahnhof Erstfeld (Q637435)                                             | Bahnhof und Werkstätte SBB KGS-Nr.: 05829                                | B    | G   | Gotthardstrasse 93 692492 / 186151 |              |
| ja   | Datei hochladen · Wikidata zu Lokremise (Q29890316)                                                  | Lokremise KGS-Nr.: 10307                                                 | B    | G   | Lindenstrasse 15 692495 / 186012   |              |
| ja   | Datei hochladen · Wikidata zu Wohnhaus unterer Spätach mit Dörraum (Q29890320)                       | Wohnhaus unterer Spätach mit Dörrraum KGS-Nr.: 11369                     | B    | G   | Spätach 3 692005 / 185926          |              |
| ja   | Datei hochladen · Wikidata zu Wohnhaus im Püntenermätteli (Q29890319)                                | Wohnhaus im Püntenermätteli KGS-Nr.: 11372                               | B    | G   | Kirchstrasse 3 691973 / 186233     |              |
| BW   | Datei hochladen · Wikidata zu Mittelalterliche Pfarrkirche St. Ambrosius und St. Othmar (Q122625420) | Mittelalterliche Pfarrkirche St. Ambrosius und St. Othmar KGS-Nr.: 16876 | B    | F   | Kirchstrasse 692014 / 186289       |              |